# Pedro Alexandrino Borges
Pedro Alexandrino Borges dos Santos Fernandes (São Paulo, 26 de novembro de 1856 — São Paulo, 19 de julho de 1942) foi um pintor, desenhista, decorador e professor brasileiro. Teve participação importante no movimento naturalista brasileiro dentro das artes plásticas. Grande parte de sua obra é baseada em pinturas em óleo sobre tela de paisagens, ambientes internos e natureza morta. Desenvolveu seu trabalho no estado de São Paulo, principalmente na capital e na cidade de Campinas.

## Biografia

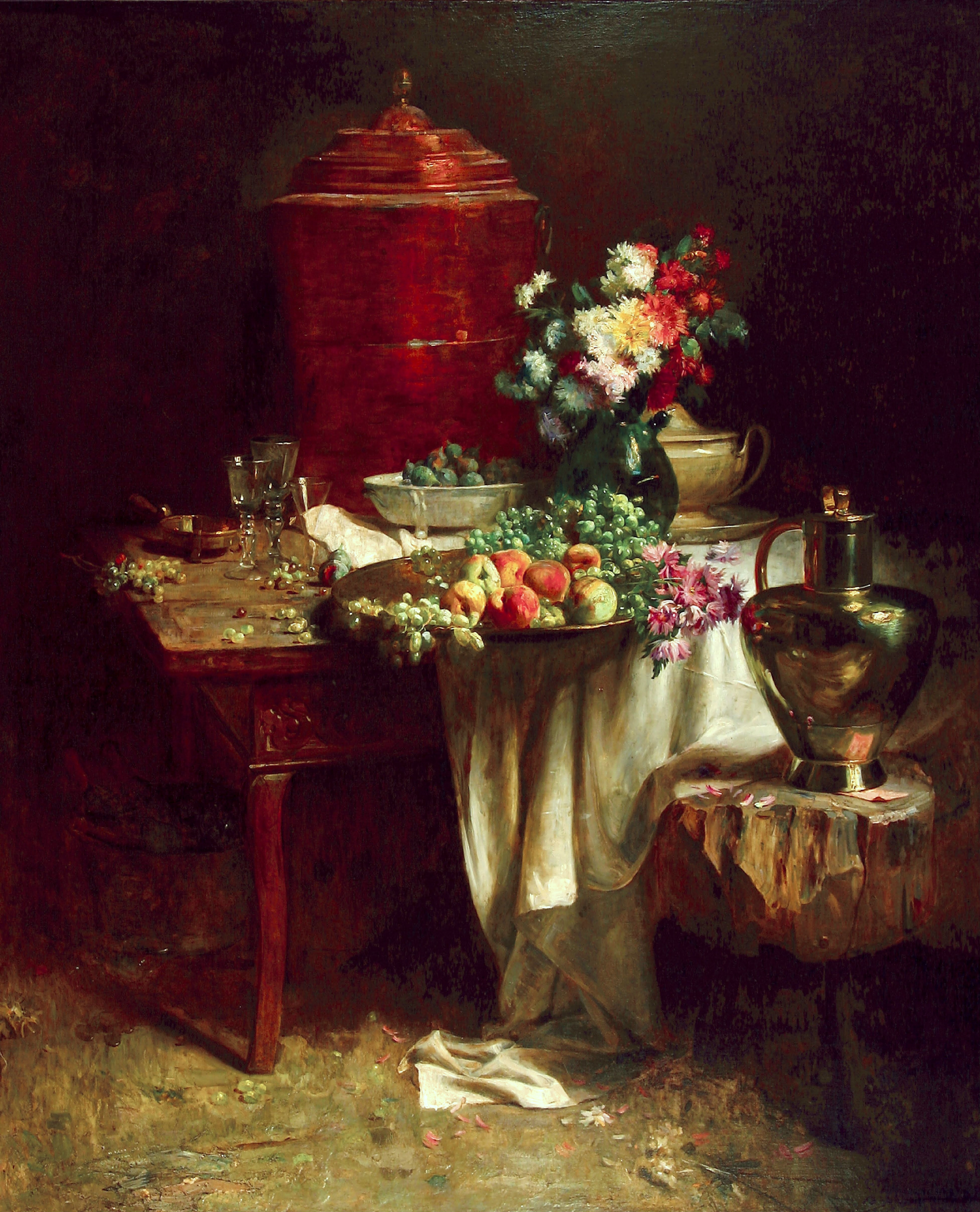
A copa.

Pedro Alexandrino Borges nasceu na cidade de São Paulo, na Rua Libero Badaró, à época, Rua São José. É filho de Francisco Joaquim Borges Albuquerqui, descendente de mineiros, e Rosa Francisca de Toledo, paulistana, nascida na atual Freguesia do Ó. Foi batizado na Igreja da Sé, em 6 de janeiro de 1857.
Pedro Alexandrino tinha em sua família relação com o campo artístico. Seu pai era tocador de instrumentos musicais em igrejas e festas e pintor de objetos usados em comemorações típicas regionais. Seu avô seria Francisco Rabecão, que carregava no sobrenome o instrumento que tocava. Foi o avô o responsável por alfabetizá-lo.
Desde criança e principalmente na adolescência, desenvolve o desejo pela pintura. Em 1867, com 11 anos, começa a trabalhar com o decorador francês Claude-Paul Barandier na decoração da Catedral Metropolitana de Campinas. Em São Paulo, neste mesmo período realiza trabalhos em palacetes, casas e outras igrejas. Em 1873, atua como ajudante de pintor-decorador em igrejas e casas particulares com os construtores Simão da Costa e José Lucas Medeiros. Com o pintor mato-grossense João Boaventura da Cruz (formado na Academia Imperial de Belas Artes) teve suas primeiras lições como pintor, em 1880. João Boaventura veio a São Paulo, acompanhado de um grupo de estudantes de direito do Rio de Janeiro. Os dois trabalharam juntos na decoração da igreja de Pirapora. Ainda neste período, Pedro Alexandrino começa a desenvolver seus primeiros trabalhos individuais, em residências e palacetes da capital e do interior paulista. Mas, em 1883, começa a estudar com Almeida Júnior, em seu ateliê, na Rua da Glória, no bairro da Liberdade, servindo-lhe inclusive de modelo para algumas obras. Também estudou com José Maria de Medeiros e Zeferino da Costa.

### Formação acadêmica

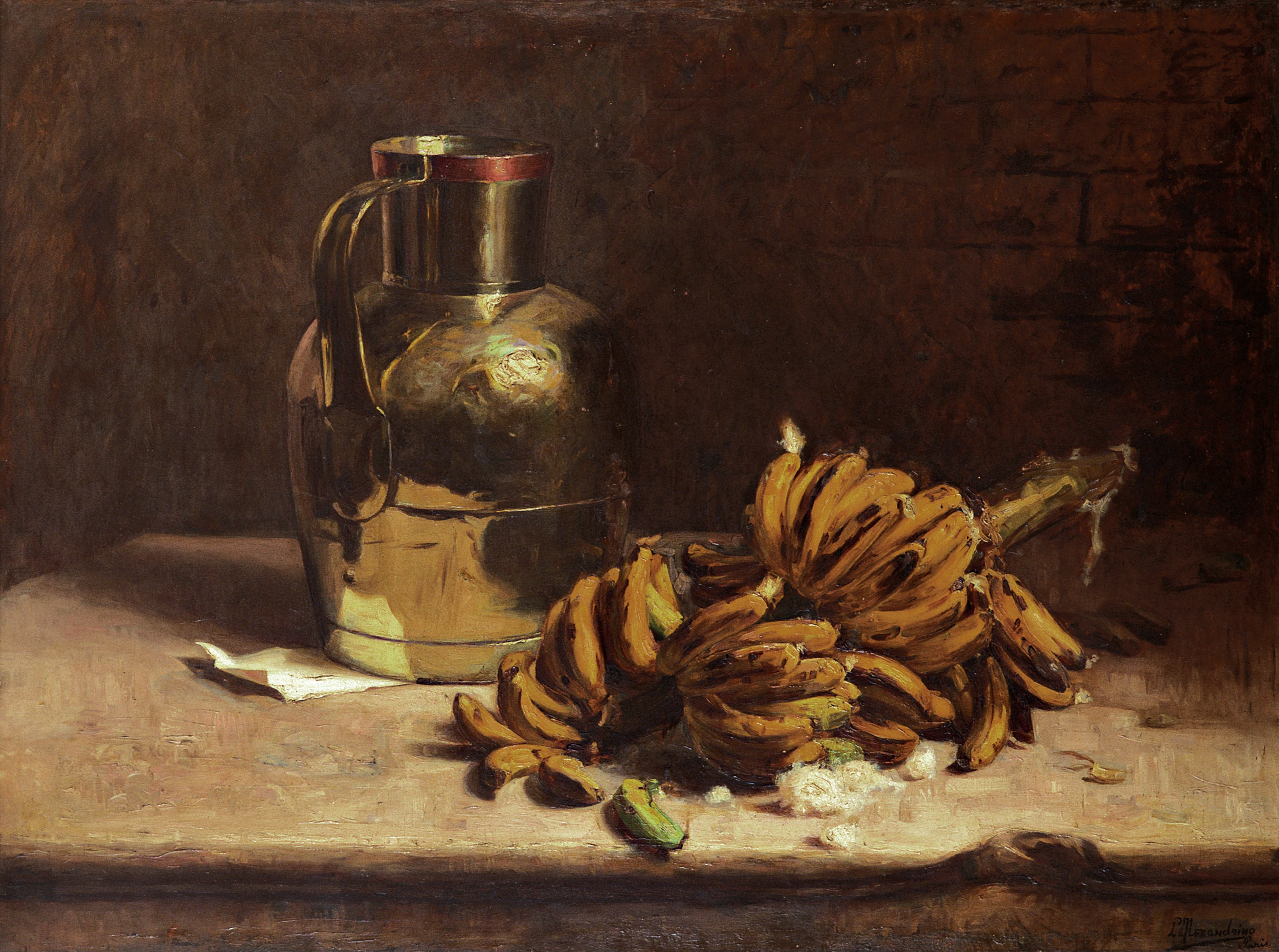
Bananas e metal.

Sua formação acadêmica começa na Academia Imperial de Belas Artes, no Rio de Janeiro, como aluno bolsista, financiado pelo governo do estado de São Paulo. Foi incentivado pelo pintor-decorador espanhol Villaronga, que esteve em São Paulo neste período e financiou Pedro Alexandrino em momentos de dificuldade financeira. Joaquim Egídio de Sousa Aranha, o Marquês de Três Rios, poderia ter sido seu mentor, mas negou ajudar um patrício. Antes, o artista já havia decorado a casa do marquês (hoje sede da Escola Politécnica da USP). Entre 1890 e 1892, esteve na Escola Nacional de Belas Artes, ainda na capital fluminense, mas não terminou os estudos. Apesar de receber prêmios e ser reconhecido pelas obras, Pedro Alexandrino passa por dificuldade financeira. Reside com a esposa, Ana Justina Moreira, com quem se casara em 1884, em um quarto, usando uma esteira como cama. Durante dois anos (1895 e 1896), foi professor no Liceu de Artes e Ofícios de São Paulo. Em abril de 1888, sua esposa morre, vítima de tifo. Em 1894, recebe medalha de ouro da Terceira Classe pela obra Cozinha na Roça. No mesmo ano, abre ateliê na Rua Lavapés, no bairro do Cambuci, em São Paulo.
Mais tarde, em 1897, viaja para a Europa, com a nova esposa, Cândida Rosa Maria, e Almeida Júnior. Especialmente em Paris, tem contato com diversos artistas, entre eles: René-Loui Chrétien, Antoine Vollon - outra inspiração para a predileção pelas pinturas de natureza-morta - e Monroy. Frequenta a Academia Fernand Cormon, Escola Comunal Quinelau e o ateliê Lauri. Na França, leva uma vida calma, sem grandes preocupações, mas com diversos passeios e visitas. Recebe convite para ir ao Estados Unidos por parte do barão de Rothschild. Ao mesmo tempo, um político brasileiro se mostra interessado em colocar quadros de Alexandrino no palácio de Campos Elísios. Apesar de estar condicionado a aceitar o convite do barão, Alexandrino volta ao Brasil e chegando aqui lhe é informado que os quadros não poderiam ser expostos nas paredes de madeira do palácio. De volta ao Brasil, e sem dinheiro para voltar para Paris, em 1905, realiza exposição individual, no Liceu de Artes e Ofícios, com 110 quadros, 84 deles naturezas-mortas, gênero que o consagrou.  Foi professor particular de alguns modernistas como Tarsila do Amaral (a partir de 1917), Anita Malfatti (a partir de 1919) e Aldo Bonadei (a partir de 1925). Detentor de várias premiações, expôs sua obra no Brasil e no exterior. Tendo sonhado sempre com um retorno, volta a Paris em 1907, ficando em terras francesas até 1909. Sobre esta viagem, porém, não há informações.

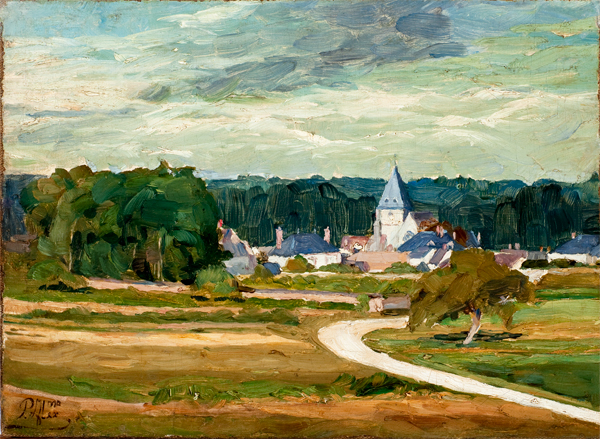
Paisagem.

Pouco tempo depois, no início de 1907, Alexandrino realiza seu desejo e volta a Paris. Se Pedro Alexandrino pudesse teria vivido sempre em Paris. A cidade luz era seu tema preferido em todas as conversas e costumava apelida-la como “cidade da cultura”. Depois de mais um retorno ao Brasil, morou no bairro da República, na Rua Sete de Abril, e, mais tarde, na Rua Major Sertório, Vila Buarque, também na região central da capital paulista.
Pedro Alexandrino gostava de reunir amigos em seu ateliê às sextas-feiras para tomar chá e comer bolo, servidos por sua esposa, Dona Candinha. Conversavam sobre diversos temas, mas não se fazia comentários sobre outras pessoas. Alexandrino mantinha seu sotaque caipira, mesmo quando usava vocabulário francês. Pedro Alexandrino teve como grande admirador o escritor Monteiro Lobato, que via em suas obras um meio para tornar a arte uma prática diária de absorção. Lobato escrevia artigos em que recomendava visitas ao ateliê de Alexandrino. Apesar de ser convidado a frequentas espaços mais nobres, junto à grande sociedade, o artista normalmente os recusa e prefere manter seu estilo mais caseiro e pessoal.

### Auge da carreira
Durante e depois da Primeira Guerra Mundial, o movimento nacionalista ganha forças entre as camadas sociais. Pedro Alexandrino se insere neste contexto e fazia contestações à permissividade do governo brasileiro na entrada de arte estrangeira não-ocidental no país. Tanto que critica e não se insere nos movimentos artísticos modernos. Também critica evoluções tecnológicas e a mecanização da sociedade.
Na década de 1920, Pedro Alexandrino é premiado pela Academia de Belas Artes de Gênova. A repercussão foi grande e houve movimento de moradores das Ruas 13 de maio e da Abolição para que elas passassem a se chamar Pedro Alexandrino. Além de Monteiro Lobato, Pedro Alexandrino tinha muitos admiradores, entre eles: Paulo de Siqueira, Prestes Maia, Julio Mesquita Filho, Amadeu Amaral, Pedro Calmon Duran, Nestor Pestana, Venceslau de Queirós, entre outros.
Neste período, em São Paulo, passa a ser questão de status ter um quadro de Pedro Alexandrino em casa. Tê-lo trazia admiração de vizinhos, amigos e da alta sociedade. Pelo alto número de vendas, a Pedro Alexandrino restam poucos quadros e não consegue abrir exposições. Por ser uma pessoa restrita, pouco se sabe sobre a escolha religiosa do artista, mas acredita-se que era ateu, apesar de ter bastante contato com padres da Igreja Católica. Individualista e com medo de perder seu espaço no campo artístico, Pedro Alexandrino recusa valorizar outros artistas que pintem natureza-morta. Crê ser essa opção como única e exclusivamente sua. Em 1936, sob proposta do governo italiano, Pedro Alexandrino recebe o título de Comendador da Coroa da Itália, concedido por S.M. Vittorio Emanuele II.
Na velhice, perde o entusiasmo com a arte, porém segue pintado quadros em seu ateliê toda manhã. Em 19 de julho de 1942, às 16 horas, Pedro Alexandrino morre, aos 85 anos, vítima de uma gripe que evoluiu para uma pneumonia. A Pinacoteca do Estado de São Paulo hasteia bandeira à meio-mastro. As aulas na Escola de Belas Artes foram suspensas. Seu funeral é realizado com custos pagos pelo estado.

## Análise

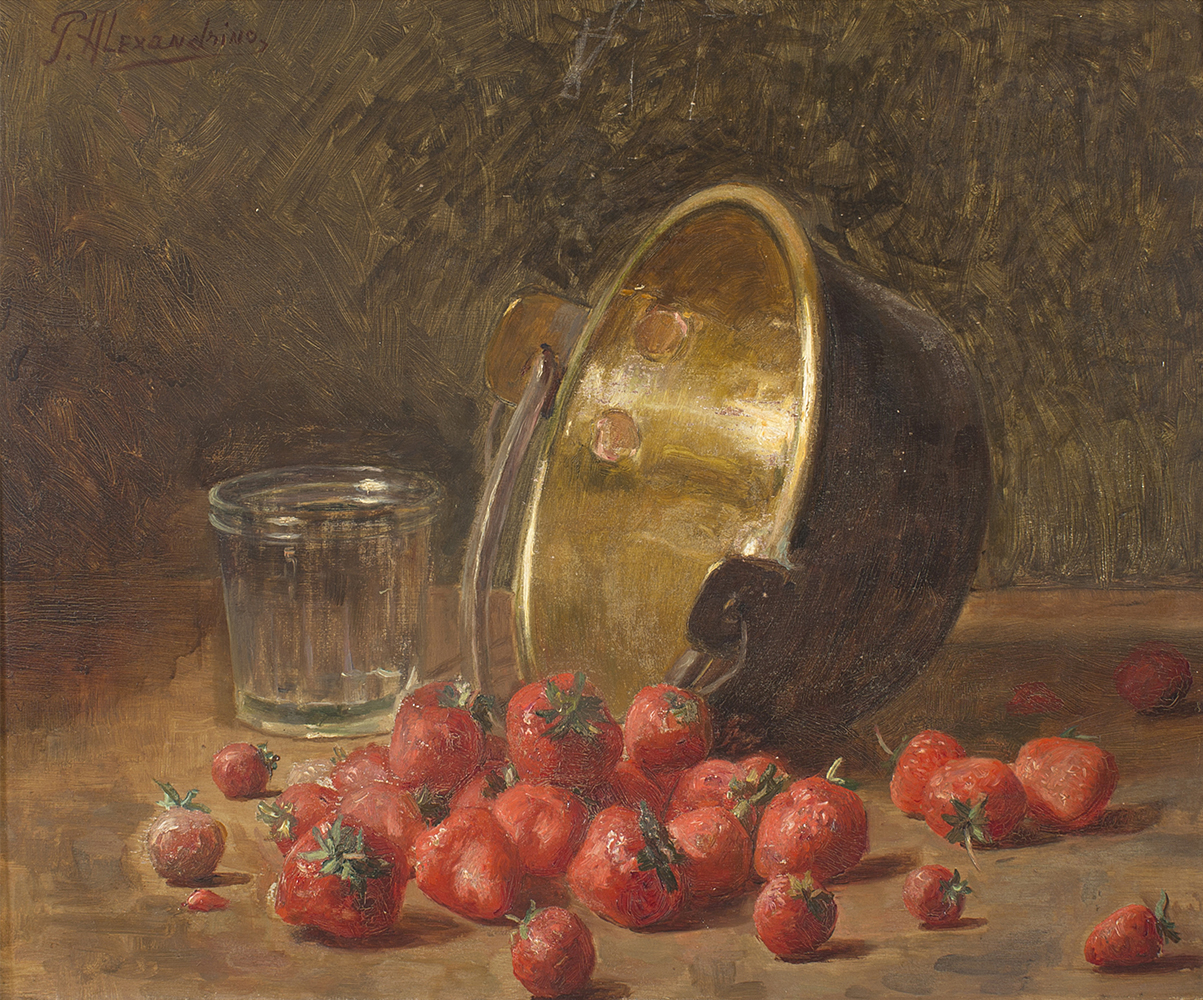
Natureza-morta com morangos.

Atribui-se a Almeida Júnior a sugestão para Pedro Alexandrino dedicar-se à pintura de natureza-morta. A relação com Almeida Júnior era intensa, principalmente, no início da carreira. Além de servir-lhe como modelo para quadros, como Conversão de São Paulo, Pedro Alexandrino copiava, em forma de treinamento, as pinturas feitas por seu mestre. O artista contava que Almeida Júnior não sabia reconhecer qual era a sua versão de determinados quadros e qual era de seu aluno.
Em suas primeiras exposições, Pedro Alexandrino é criticado por seu estilo pessoal e forte, caracterizado por empastamentos. Com o tempo, porém, as opiniões mudaram, e o artista tornou-se popular, devido ao fácil entendimento do conteúdo de suas obras.
Natureza-morta é considerado um dos gêneros mais difíceis de ser representado, pois em análises das obras, pequenos detalhes e objetos têm grande significado para compreender as intenções do artista.
Antes mesmo de ir para a Europa, Pedro Alexandrino já era conhecido no país pela pintura de natureza-morta. Mas precisava se especializar e aprender novas técnicas. No início, teve grande influência de Estêvão Silva. Fazia traçado alisado, em que não aparentava as pinceladas. Preferia os quadros pequenos, ainda artificial e com pouco espontaneidade. Mais tarde, começa a pintar quadros maiores e cria estilo próprio, com toques rápidos, curtos, vibrantes, minuciosos e rigorosos.

### Estilo

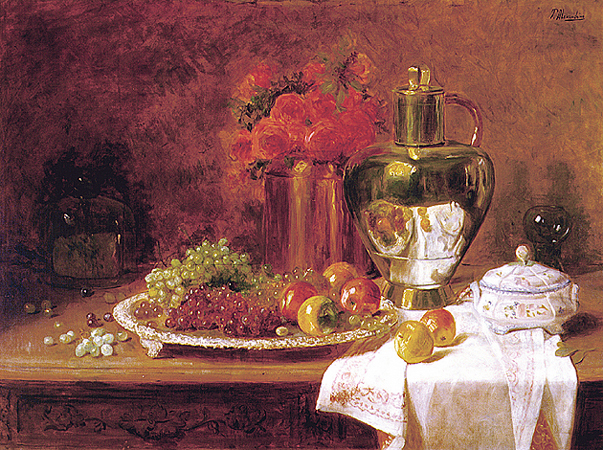
Maçãs e uvas.

Entre as principais características de Pedro Alexandrino está seu traço vigoroso e as opções pela disposição dos objetos da cena em locais que se situam normal e naturalmente. Na maioria de suas obras, os objetos estão situados acima de uma mesa de madeira rústica, semi-coberta por uma toalha, como em A Copa. Valoriza ainda as formas côncavas e convexas.
Além de frutas e flores, Pedro Alexandrino gosta de demonstrar suas capacidades a partir da pintura de objetos metálicos, que exigem além da escolha correta pelas cores, a representação do reflexo que eles proporcionam. Fica conhecido como “Mestre dos metais”. Não se limita a representar apenas um tipo de metal (bronze, prata, entre outros).
Entende-se que Pedro Alexandrino é um pintor que não comete excessos em suas representações artísticas, tanto em cor e quantidade de objetos em cena. Deste modo, suas obras ficam de fácil entendimento e não fogem da realidade. O que chama a atenção em sua obra não são os detalhes, mas o conjunto. Não é por isso, entretanto, que suas pinturas não sejam ricas em detalhes. A queijeira é um objeto frequente em suas obras, característica comum às pinturas de Chrétien.

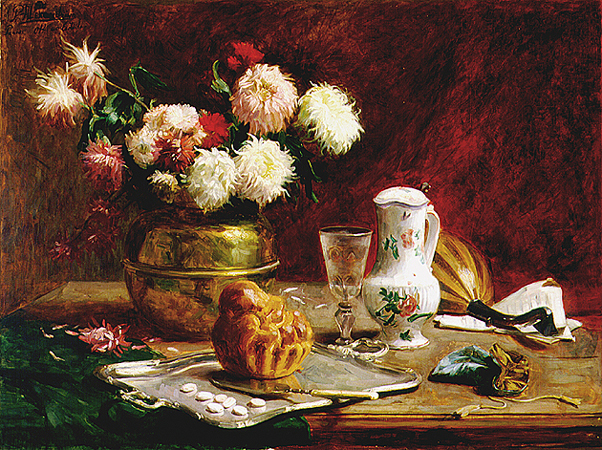
Flores e doces.

Iluminação é outro detalhe importante das obras de Pedro Alexandrino. Esta se repete na maioria de suas pinturas. Parte do lado direito do observador, deixando, por conseguinte, o fundo escuro ou na penumbra. Essa característica, Pedro Alexandrino adquiriu na França, no período em que esteve lá. Aprendeu a usar pinceladas largas, desordenadas e com pouca tinta para alcançar estes tons. Pelas características da iluminação, suas obras são normalmente vistas como dramáticas e sinceras. Diz-se também que as obra de Alexandrino são substituições de pinturas antigas e, por isso, antiquadas para a época. Pedro Alexandrino preza por representar hábitos cotidianos e alimentares, por vezes, com objetos luxuosos e frutas caras, ou objetos simples e rústicos. Entre as frutas preferidas em retratar estavam as estrangeiras: uva, maçã, peras, castanhas, damascos e pêssegos. Nem sempre, Pedro Alexandrino tinha dinheiro para comprar estas frutas importadas. Por isso, em muitas ocasiões, recebia as frutas junto com as encomendas de quadros. Ele também retratava cebolas, mangas, frutas do conde, carambolas, jabuticabas, bananas, abacaxis, laranjas, figos, romãs e cajus. Ele poucas vezes retratou mamíferos, um dos poucos foi um coelho, pendurado em um prego, já morto, como elemento de um quadro. Entre as aves, pintou patos, gansos e perus. Gostava de retratar, em suas pinturas, crustáceos refinados, presentes na alimentação aristocrata e burguesa, como camarões e lagostas.
De modo geral, no período anterior à sua viagem à Europa, Pedro Alexandrino limita-se a fazer cópias do que vê, com temática simples e pinceladas delicadas. Na França, não se limita a uma única escola e oscila entre o realismo e o impressionismo, com pinceladas espontâneas e naturais. Mas, isso se perde em seu retorno ao Brasil, quando recupera o estilo pesado e composições simples.

### Trabalhos
Pedro Alexandrino não se dedicou muito ao paisagismo e, por isso, ficou pouco conhecido por suas atividades nesta área. Esta fase foi mais intensa na juventude. Chega a pintar paisagens de Pirapora e Salto de Itu. Não havia ordem se realização de obras de tamanhos grandes ou pequenos. Aqui, suas pinceladas são pouco perceptíveis, aparentam ingenuidade, talvez pelo início de carreira.
Antes de sua primeira viagem para a Europa, Pedro Alexandrino realiza exposição no Grêmio do Comércio. Levou 21 naturezas-mortas e cinco paisagens. O paisagismo não era do que Alexandrino mais se aproximava e repete a escolha por cores usadas na Europa e que pouco tinham relação com o Brasil. Esta característica só mudará com o nascimento de pintores modernistas. Pedro Alexandrino desenvolveu grande parte de sua coleção como paisagista em Paris. Utilizava como fundo o Jardim de Luxemburgo e o campo de Villeneuf.
Pedro Alexandrino não foi um retratista, apesar de ter pintado algumas telas com esta temática, atendendo a encomendas.
Pedro Alexandrino chega a pintar interiores, em pequena quantidade – cerca de dez –, porém com qualidade alta e influência holandesa.

## Personalidade
Pedro Alexandrino não era uma pessoa preocupada com a aparência, tinha pouca vaidade. Mas não gostava de revelar a idade, sob a justificativa de que um artista nunca deveria contá-la. Era caracterizado pelos amigos como uma pessoa caseira, que fugia dos holofotes. Não gostava de frequentar ambientes luxuosos, preferindo a comodidade de sua casa e seu ateliê.

## Vida pessoal
Casou-se com Ana Justina Moreira, em 1884. Ela morre em 1888, vítima de tifo. Porém, pouco tempo depois, apaixona-se pela cunhada, Cândida Rosa Maria (Dona Candinha), que tinha, à época, apenas 17 anos. O casal teve dois filhos, Rubens e Van Dick, que morrem ainda crianças, devido a falta de recurso da família.

## Exposições
- 1890 - Expõe a obra Salto de Itu na casa de exposições Henscher, na Rua Direita, em São Paulo.[2]
- 1890 - Expõe retrato de Prudente de Moraes, na Casa Apollo, também na Rua Direita, em São Paulo.[2]
- 1891 - Expõe, novamente na Casa Apollo, Retrato de Menina.[2]
- 1894 - Expõe 6 quadros na Exposição Geral de Belas Artes do Rio de Janeiro, onde recebe medalha de ouro de Terceira Classe.[2]
- 1895 - Expõe 26 telas no ateliê de Almeida Júnior (Rua da Glória, Liberdade, São Paulo)[2]
- 1895 - Participa da Exposição Geral de Belas Artes do Rio de Janeiro e recebe medalha de ouro de Segunda Classe.[2]
- 1906 - Expõe 34 telas no Centro de Ciências, Artes e Telas de Campinas.[2]
- 1907 - Expõe Ananas et Verre Ancien no Salon de Paris.[2]
- 1908 - Expõe Coinge et Chaudron no Salon de Paris.[2]
- 1910 - Expõe individualmente 109 quadros no Liceu de Artes e Ofícios de São Paulo.[2]
- 1912 - Expõe A Copa na Primeira Exposição de Belas Artes de São Paulo.[2]
- 1922 - Expõe A Copa no Salão Nacional de Belas Artes do Rio de Janeiro, conquistando a Grande Medalha de Ouro. O quadro foi vendido por 10 mil réis.[2]
- 1922 - Expõe 3 quadros na Exposição de Arte Contemporânea e Retrospectiva no Rio de Janeiro.[2]
- 1925 - Expõe 3 quadros no Salão do Centenário da Independência no Rio de Janeiro.[2]
- 1934 - Expõe 3 obras no I Salão Paulista de Belas Artes, em São Paulo.[2]
- 1939 - Expõe no XIV Salão de Belas Artes do Rio de Janeiro, recebendo apenas Medalha de Honra.[2]
- 1939 - Expõe 3 quadros no VI Salão Paulista de Belas Artes.[2]
- 1939 - Participa com 15 quadros da Exposição de Pintura em Santos, em comemoração do centenário da elevação de Santos à categoria de cidade.[2]
- 1940 - Expõe um único quadro Frutas e Metal no VII Salão Paulista de Belas Artes.[2]